# 敬愛学園高等学校
敬愛学園高等学校（けいあいがくえんこうとうがっこう）は、千葉県千葉市稲毛区穴川一丁目にある私立高等学校。学校法人千葉敬愛学園が運営している。

## 概要
元々は商工高等学校であり、商業科、工業科（機械科・電気科・工業化学科（1975年まで）・建築科（1959年から））が存在したが、2003年より普通科のみの募集となった。それに伴い特進科を設け、近年進学実績の向上に力を入れている。
学校敷地は敬愛大学・敬愛短期大学と隣接しており、一部の施設は共有している。
県内でも有数のマンモス校で、同じく生徒数の多い千葉経済大学附属高等学校は同区内で場所も近い。秋田市の敬愛学園国学館高等学校の旧称と同一であるが、直接の関連はない。また大阪府東大阪市の東大阪大学敬愛高等学校とも全く関係ない。

### 建学の精神
- 敬天愛人

学園の創立者である長戸路政司は、尊敬する西郷南洲（隆盛）が座右の銘としていた「敬天愛人」の精神を建学の理念とした。

## 沿革
- 1926年（大正15年）4月 - 財団法人関東中学校設置認可。
- 1951年（昭和26年）2月26日 - 私立学校法制定により財団法人関東中学校は改組、学校法人関東学園として設置認可。
- 1953年（昭和28年）3月25日 - 千葉関東商業高等学校設置認可。
- 1957年（昭和32年）11月28日 - 工業科を設置、名称を千葉工商高等学校（商業科・機械科・電気科・工業化学科）と改称。
- 1959年（昭和34年）4月8日 - 工業科に建築科を増設。
- 1966年（昭和41年）1月27日 - 学校法人関東学園の名称を学校法人千葉敬愛学園と改称。
- 1974年（昭和49年）10月5日 - 普通科を設置。
- 1975年（昭和50年）4月 - 工業科の工業化学科生徒募集停止。
- 1989年（平成元年）4月1日 - 6月3日を敬愛の日と称し、学園休業日に設定。
- 1995年（平成7年）4月1日 - 校名を敬愛学園高等学校に改称。
- 2003年（平成15年）4月1日 - 商業科、工業科の募集を停止し、普通科高校（特別進学コース・進学コース・人間科学コース）へ移行する。
- 2016年（平成28年）4月 - 進学コースα・βを設置。
- 2017年（平成29年）4月 - 人間科学コースの募集を停止。
- 2021年（令和3年）4月 - 進学コースα、βの募集を停止し、進学コースとして募集を開始。
- 2022年（令和4年）4月 - 特別進学コースに選抜クラスを設置。

## 教育課程
令和4年度から、進学コースαと進学コースβの募集を停止し、新たに進学コースとして募集を始めた。

### 令和3年度まで
- 普通科:
特別進学コース
進学αコース（総合進学系）
進学βコース（普通進学系）

### 令和4年度から
- 普通科:
特別進学コース
進学コース

## 施設
学校敷地は敬愛大学・敬愛短期大学と隣接しており、一部の施設は共有している。
- 本館
- 一号館
- 二号館
- 三号館
- 特別棟
- 第一体育館（新体育館）
- 第二体育館（旧体育館）
- クラブハウス棟

- グラウンド
- 敬愛アリーナ
- テニスコート

## 学校行事
- 4月：入学式、校外学習
- 6月：球技大会
- 9月：敬学祭（文化祭）
- 10月：体育祭
- 11月：芸術鑑賞会
- 12月：修学旅行（2年）
- 3月：卒業式

## 部活動
空手部、バレー部等が県内でも強豪、他にも野球、ソフトテニス等が県内では活躍している。
運動部
- サッカー
- 野球
- バスケットボール(男・女)
- バレーボール(男・女)
- ソフトテニス(男・女)
- アメリカンフットボール
- 陸上競技
- バドミントン(男・女)
- 卓球
- 柔道
- 剣道
- 空手
- 自転車競技
- 射撃

文化部
- 弁論
- ESS
- 吹奏楽
- ダンス
- 美術
- 音楽
- 軽音楽
- 理科研究
- 写真

同好会・愛好会
- 大道芸
- JRC
- 茶道
- 漫画研究
- 将棋
- 書道
- 家庭科
- コンピュータ

## 制度
- 夏季語学研修（ホームステイ）
- 英国留学制度

## アクセス
- JR総武線 稲毛駅　徒歩15～20分
- JR総武線 西千葉駅　徒歩15～20分
- 京成電鉄千葉線 みどり台駅　徒歩15～20分
- 千葉都市モノレール 穴川駅　徒歩15～20分
- 敬愛学園前 バス停下車　徒歩約6分

## 著名な出身者
芸能界・メディア
- 加賀美早紀
- 田谷鋭
- 太我
- 岩田涼太

野球
- 浅間敬太
- 五十嵐亮太
- 中山孝一

サッカー
- 高木貴弘
- 原裕晃

バレーボール
- 中村安里
- 志摩美古都
- 川上雛菜
- 佐藤彩乃
- 佐藤淑乃

その他
- 立嶋篤史（キックボクサー）

## 系列校
- 学校法人千葉敬愛学園
  - 敬愛大学
  - 敬愛短期大学
  - 千葉敬愛高等学校
  - 敬愛短期大学附属幼稚園
- 学校法人長戸路学園
  - 横芝敬愛高等学校
  - 敬愛大学八日市場高等学校